# Sacré-Cœur
Sacré-Coeur-kirken  ligger på Montmartre i  det 18. arrondissement i Paris. Den stod færdig i 1914, men blev først indviet i 1919, efter afslutningen på 1. verdenskrig. Siden har der været kontinuerlig bøn for de faldne og for fred i verden. Sacré Coeur betyder (Jesu) Hellige Hjerte, som er genstand for katolsk andagt.
Montmartres højeste punkt er 129 meter over havet, og på pladsen foran kirken er der udsigt over hele Paris. Både kirken og udsigten er et besøg værd. Det er gratis at besøge kirken, men der skal betales entré til tårnet og katakomberne.
Der er ikke direkte adgang til Montmartre med Metroen. Til gengæld kan man stå af på Metrostationen Abbesses, der er udført i Art Nouveau-stil fra begyndelsen af 1900-tallet. Eller man kan stå af på Anvers og tage kabelbanen Funiculaire de Montmartre op ad bjerget. Det er ikke hurtigere end at gå op, men lidt sjovt.

Metrobilletten gælder også til funiculairen.
Kirken er tegnet af arkitekten Paul Abadie (en). 